# تياغو دوس سانتوس فيريرا
تياغو دوس سانتوس فيريرا هو لاعب كرة قدم برازيلي في مركز الهجوم، ولد في 12 يوليو 1987 في ريو دي جانيرو في البرازيل. لعب مع ريد بل براغانتينو ونادي أتلتيكو هيرمان أيشينجار ونادي إيكاسا ونادي بارانا ونادي غواراني.

## وصلات خارجية
- تياغو دوس سانتوس فيريرا على موقع قاعدة بيانات كرة القدم.إي يو (الإنجليزية)
- تياغو دوس سانتوس فيريرا على موقع Soccerway.com (الإنجليزية)
- تياغو دوس سانتوس فيريرا على موقع عالم كرة القدم.نت (الإنجليزية)